# Marie Felicité Brosset

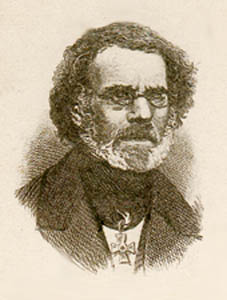
Marie Felicité Brosset

Marie Felicité Brosset (* 5. Februar 1802 in Paris; † 3. September 1880 in Châtellerault,  Département Vienne) war ein französischer Orientalist.
Brosset war besonders als Autorität für das Georgische bekannt, studierte anfangs Theologie an den Seminaren von Orléans und Paris, dann orientalische Sprachen und wurde zuerst durch Herausgabe und Übersetzung einer Chronique géorgienne (Paris 1830), die Mémoires inédits sur la langue et l’histoire géorgiennes (Paris 1833) und eine Grammatik der georgischen Sprache (Paris 1834) bekannt.
Nachdem Brosset nach Russland gegangen war, wurde er hier 1838 zum außerordentlichen, 1847 zum ordentlichen Mitglied der Akademie der Wissenschaften für das Fach der georgischen und armenischen Literatur ernannt und erhielt außerdem 1841 das Amt eines Inspektors der Partikularschulen in Sankt Petersburg, wurde 1842 Bibliothekar an der kaiserlichen Bibliothek und 1851 dazu Konservator der Sammlung der orientalischen Münzen in der Eremitage. Ab 1866 war er korrespondierendes Mitglied der Preußischen Akademie der Wissenschaften.

## Werke (Auswahl)
- Eléments de la langue géorgienne. Paris 1837 (Neudruck 1975).
- Monographie des monnaies Arméniennes. St. Petersburg 1839.
- Catalogue de la bibliothèque d’Edchmiadzin. St. Petersburg 1840.

Die Textausgabe und französische Übersetzung folgender Werke:
- Vaxusti Bagrationi: Description géographique de la Géorgie, par le tsarévitch Wakhoucht. Publiée d’après l’original autographe par M. Brosset. St. Petersburg 1842 (In georg. Schrift, georg. und franz.).
- Histoire ancienne de la Géorgie (georgisch und franz., das. 1849, 2 Bde.).
- Additions et éclaircissements à l’histoire de la Géorgie. St. Petersburg 1851.
- Histoire moderne de la Géorgie. (georg. und franz., das. 1856–1857, 3 Bde.).
- Correspondance des rois de Géorgie avec les souverains russes. (das. 1861).
- Les ruines d’Ani, capitale de l’Arménie sous les rois Bagratides, aux Xe et XIe siècle: histoire et description. (das. 1860–1861, 2 Tle. mit Karten).

Aus dem Armenischen übertragene Werke:
- Stephanos Orbélian: Histoire de la Siounie. Première livraison, Histoire de la Siounie. Seconde livraison, Introduction. Académie impériale des sciences. St. Petersburg 1864–1866.
- Mkhithar d’Aïrivank: Histoire chronologique. Trad. de l’armén. par M. Brosset. (das. 1869).
- Deux historiens arméniens: Oukhtanès et Kiracos. (das. 1870, 2 Bde.).
- Collection d’historiens arméniens : 10 ouvrages sur l’histoire de l’Arménie et des pays adjacents du X. au XIX. siècle ; trad. de l’arménien et du Russe, avec des notes critiques, linguistiques et éclaircissantes (St. Petersburg 1874–1876, Band 1 u. 2).

Außerdem schrieb B. zahlreiche Aufsätze für das Pariser Journal asiatique (1827–1836) und die Veröffentlichungen der Kaiserlichen Akademie in St. Petersburg und war Mitarbeiter bei:
- Davidom Chubinovym (1814–1891): Dictionnaire géorgien-russe-français. St. Petersburg 1840.

Über eine Reise nach Kaukasien, Georgien und Armenien (1847–1848) schrieb er folgenden Bericht:
- Rapports sur un voyage archéologique dans la Géorgie et dans l’Arménie: exécuté en 1847–1848; avec un Atlas de 45 planches lithographiées. St. Petersburg 1849–1851 (mit Karten).